# Заманов, Аббас Фаттах оглы
Аббас Фатах оглы Заманов (азерб. Abbas Fəttah oğlu Zamanov) — азербайджанский критик, литературовед, доктор филологических наук (1968), профессор (1971), член-корреспондент АН Азербайджанской ССР (1983). Заслуженный деятель науки Азербайджанской ССР (1980).

## Биография
Аббас Заманов родился 10 октября 1911 года в селе Махта (ныне — в Шарурском районе Нахичевани). В 1929 году окончил Бакинский педагогический техникум. В 1929—1933 годах работал на различных должностях в комсомольских организациях Астрахан-Базарского, Али-Байрамлинского районов Азербайджанской ССР, городов Кировабад и Баку. В 1933—1925 годах был заместителем ответственного редактора газеты «Gənc işçi» (азерб.) («Юный работник»). C 1935 года снова на комсомольской работе в Нахичевани.
В 1937—1939 годах ответственный секретарь «Литературной газеты». В 1939—1941 годах работал директором сначала Азербайджанской государственной филармонии имени М. Магомаева, а затем Азербайджанского государственного театра оперы и балета имени М. Ф. Ахундова. В то же время продолжил своё образование, окончив филологический факультет Азербайджанского государственного педагогического института.
В 1948—1960 годах преподавал в Азербайджанском государственном университете. С 1960 года — научный сотрудник, с 1968 по 1971 годы — директор Азербайджанского государственного музея литературы имени Низами. С 1971 года — профессор, заведующий кафедрой советской литературы Азербайджанского государственного университета.

## Научная деятельность
С 1950 года А. Заманов занимался исследованием творчества писателей-классиков Азербайджана, собиранием и изданием их произведений. Ему принадлежит большая заслуга в собирании и издании произведений С. С. Ахундова, А. Ахвердиева, М. А. Сабира, Дж. Мамедкулизаде, С. Гусейна, С. М. Ганизаде. Тема «Сабир и современники» («Современники о Сабире») является особым этапом в исследованиях учёного. По этой теме была защищена диссертация, в 1968 году Научным советом АН Азербайджанской ССР А. Заманов был удостоен учёной степени доктора филологических наук.
А. Заманов — автор более 100 опубликованных научных статей, монографий.
В 1983 году был избран член-корреспондентом АН Азербайджанской ССР.
Скончался 1 апреля 1993 года.